# Alonso Yáñez
Alonso Yáñez är en ort i Mexiko.   Den ligger i kommunen San Miguel de Allende och delstaten Guanajuato, i den centrala delen av landet, 240 km nordväst om huvudstaden Mexico City. Alonso Yáñez ligger 1 835 meter över havet och antalet invånare är 475.
Terrängen runt Alonso Yáñez är kuperad åt sydväst, men åt nordost är den platt. Alonso Yáñez ligger nere i en dal. Runt Alonso Yáñez är det ganska tätbefolkat, med 134 invånare per kvadratkilometer. Närmaste större samhälle är San Miguel de Allende, 14,9 km nordost om Alonso Yáñez. Trakten runt Alonso Yáñez består i huvudsak av gräsmarker.